# Abri de l'Olivette
Pour les articles homonymes, voir Port (homonymie) et Olivette.
Le port de l'Olivette ou abri de l'Olivette est un petit port de plaisance-port-abri pittoresque de la côte ouest du cap d'Antibes, sur la route du bord de mer de la Riviera méditerranéenne de la Côte d'Azur, dans les Alpes-Maritimes en Provence-Alpes-Côte d'Azur,. 

## Historique
Cet ancien petit port de pêche traditionnel du début du XXe siècle est reconverti à ce jour en petit port de plaisance pittoresque du cap d'Antibes, avec sa crique rocheuse, sa plage, sa pinède, ses pins parasols, oliviers, figuiers, et agaves, sa célèbre villa Aujourd'hui de style moderniste de 1938, et sa vue panoramique privilégiée sur le golfe Juan, et les rivages côtiers du cap d'Antibes, Juan-les-Pins, Golfe-Juan, et sur la Pointe Croisette de Cannes. 

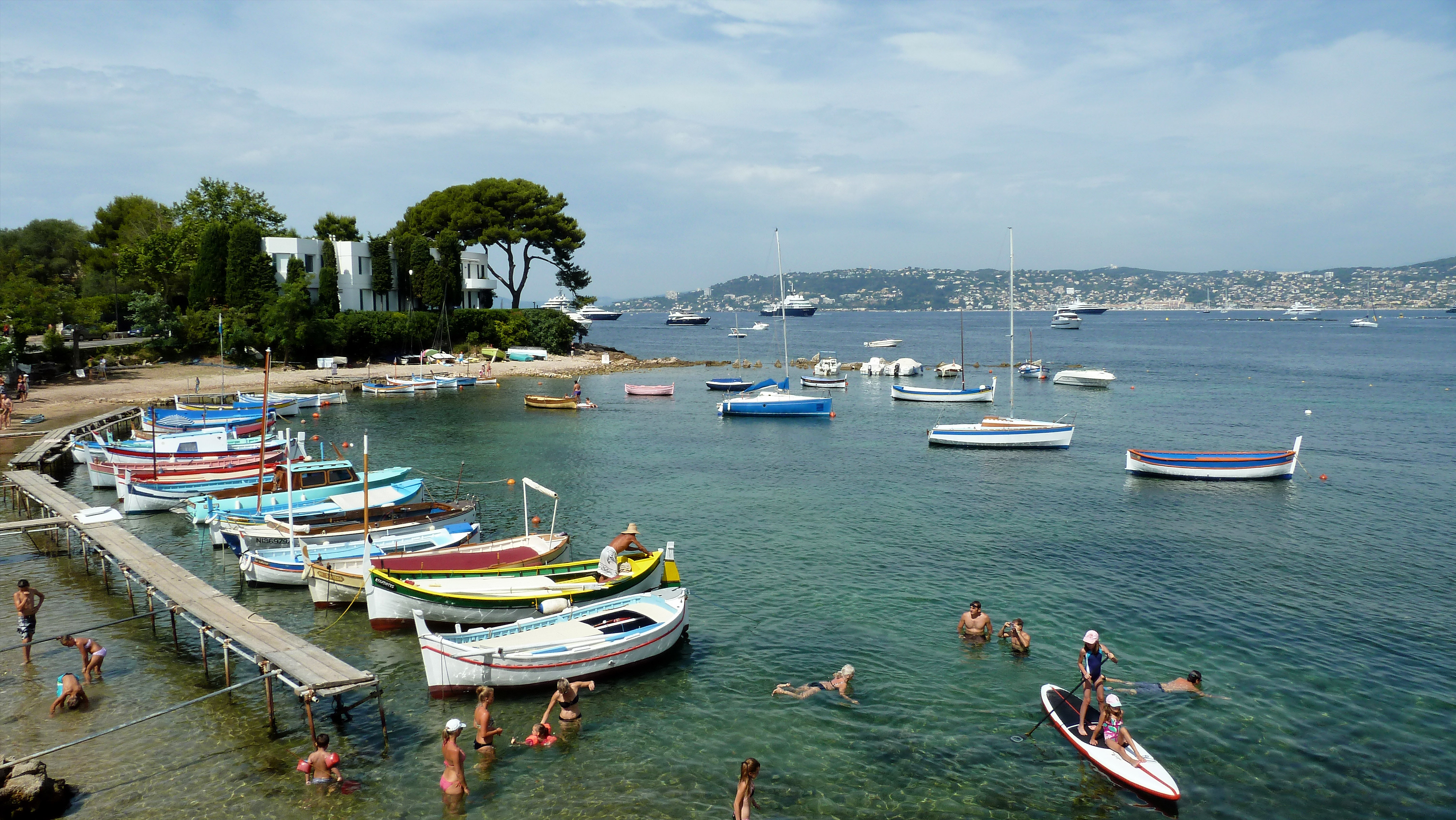
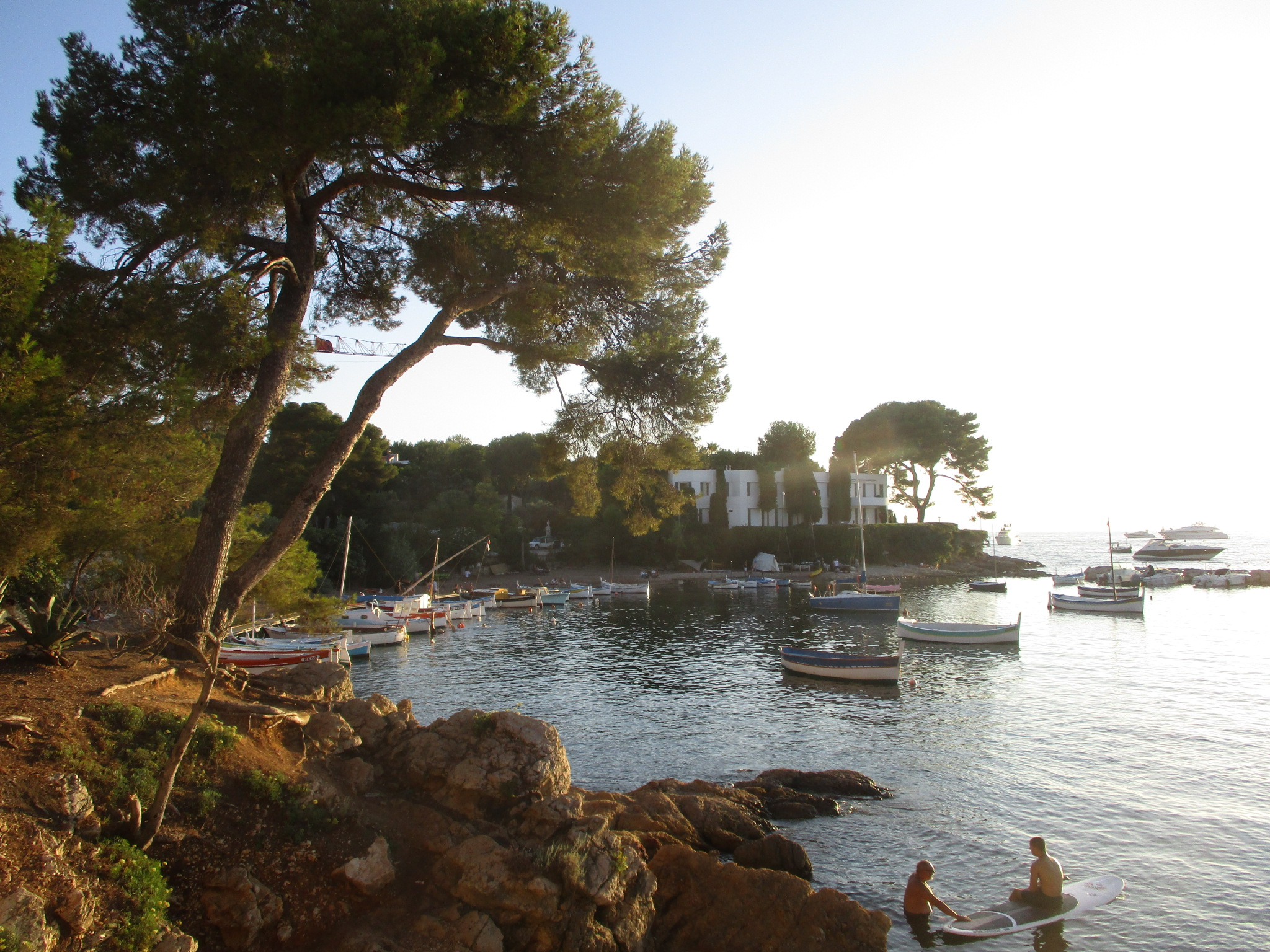
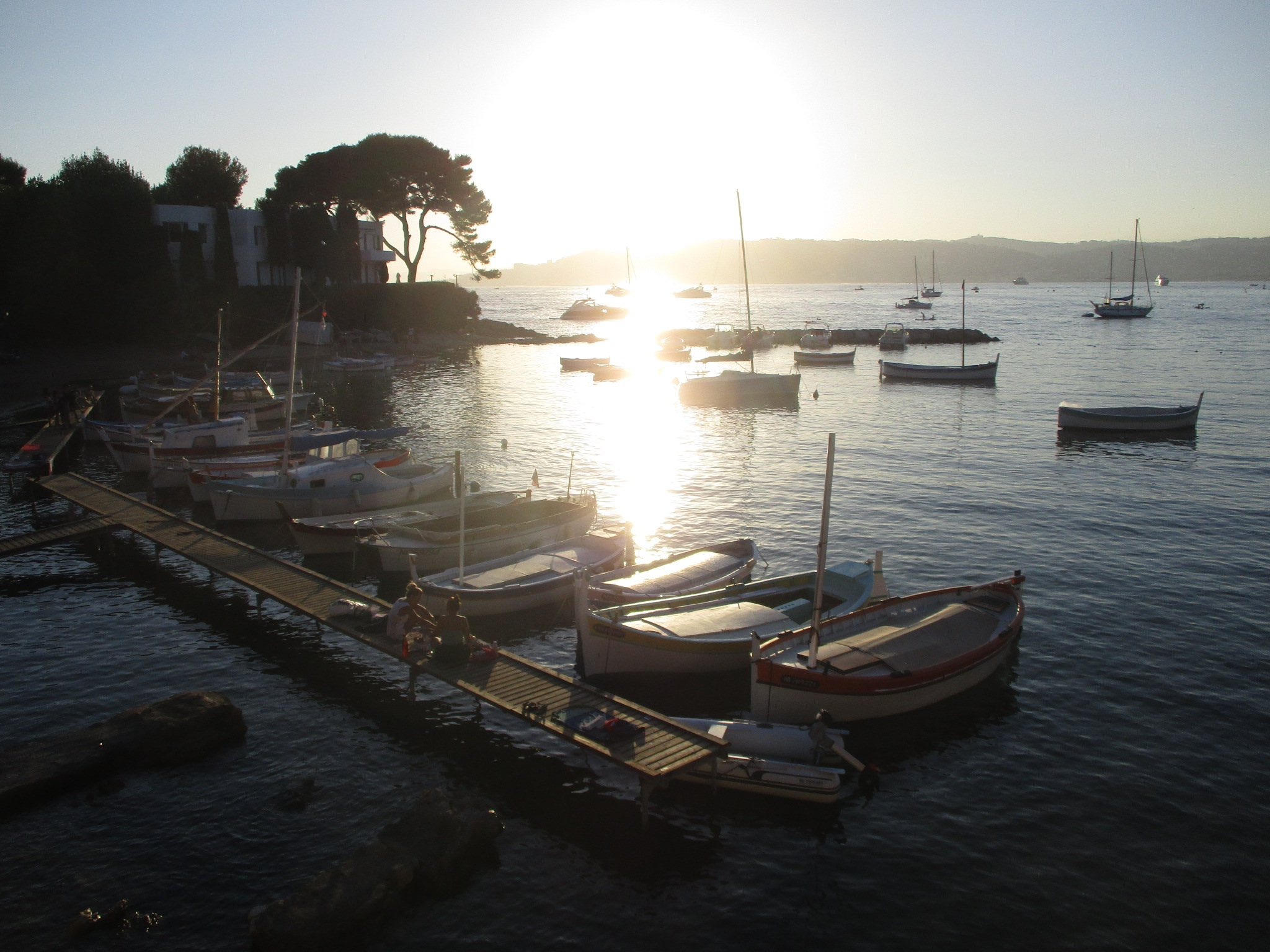

Il n'excède pas deux mètres de profondeur (de tirant d'eau) avec une capacité d’amarrage d'une quarantaine de petites embarcations de type pointus, bettes, voiliers, dériveurs légers, et bateaux runabout, au mouillage de mai à octobre.

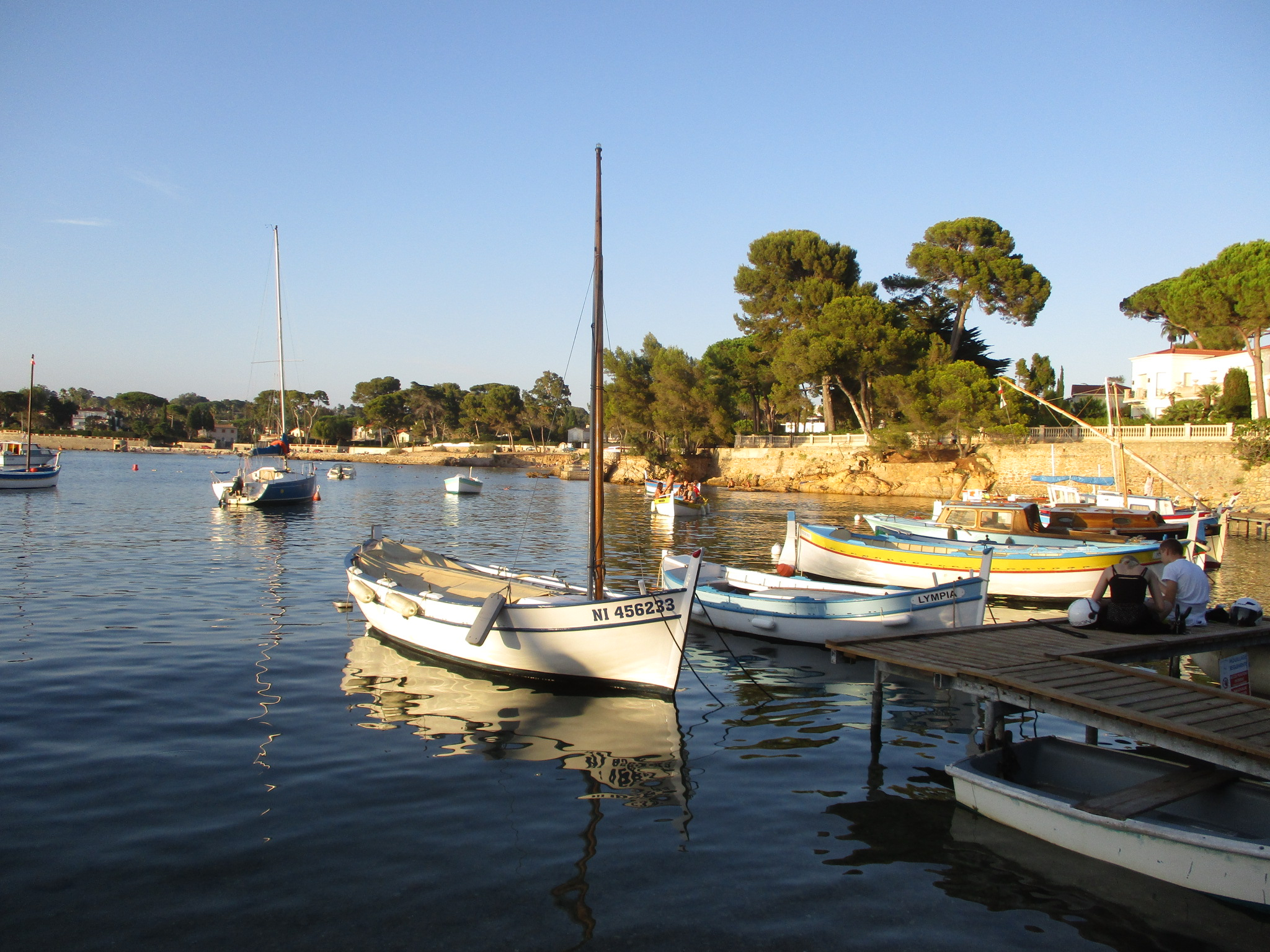
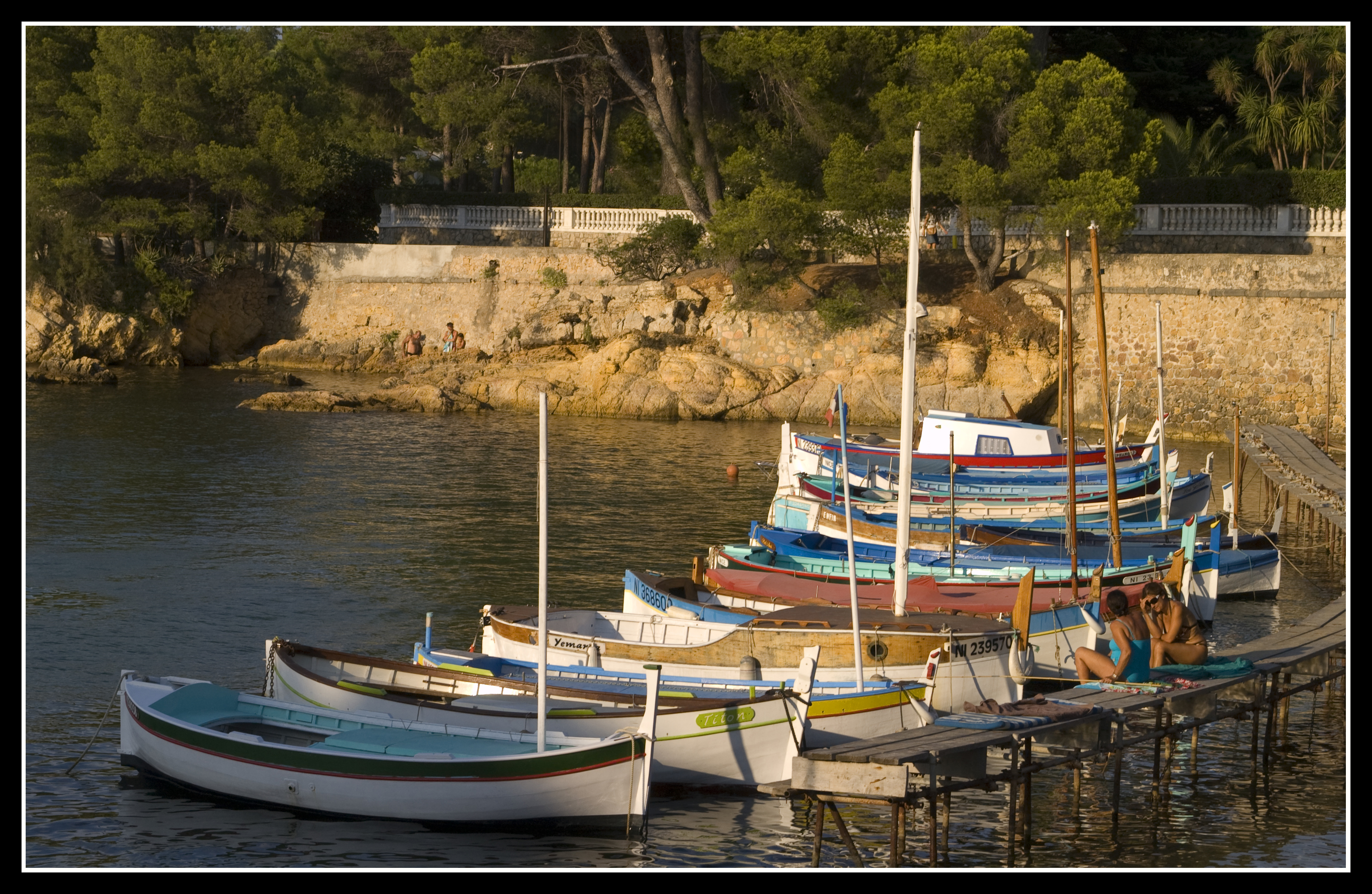
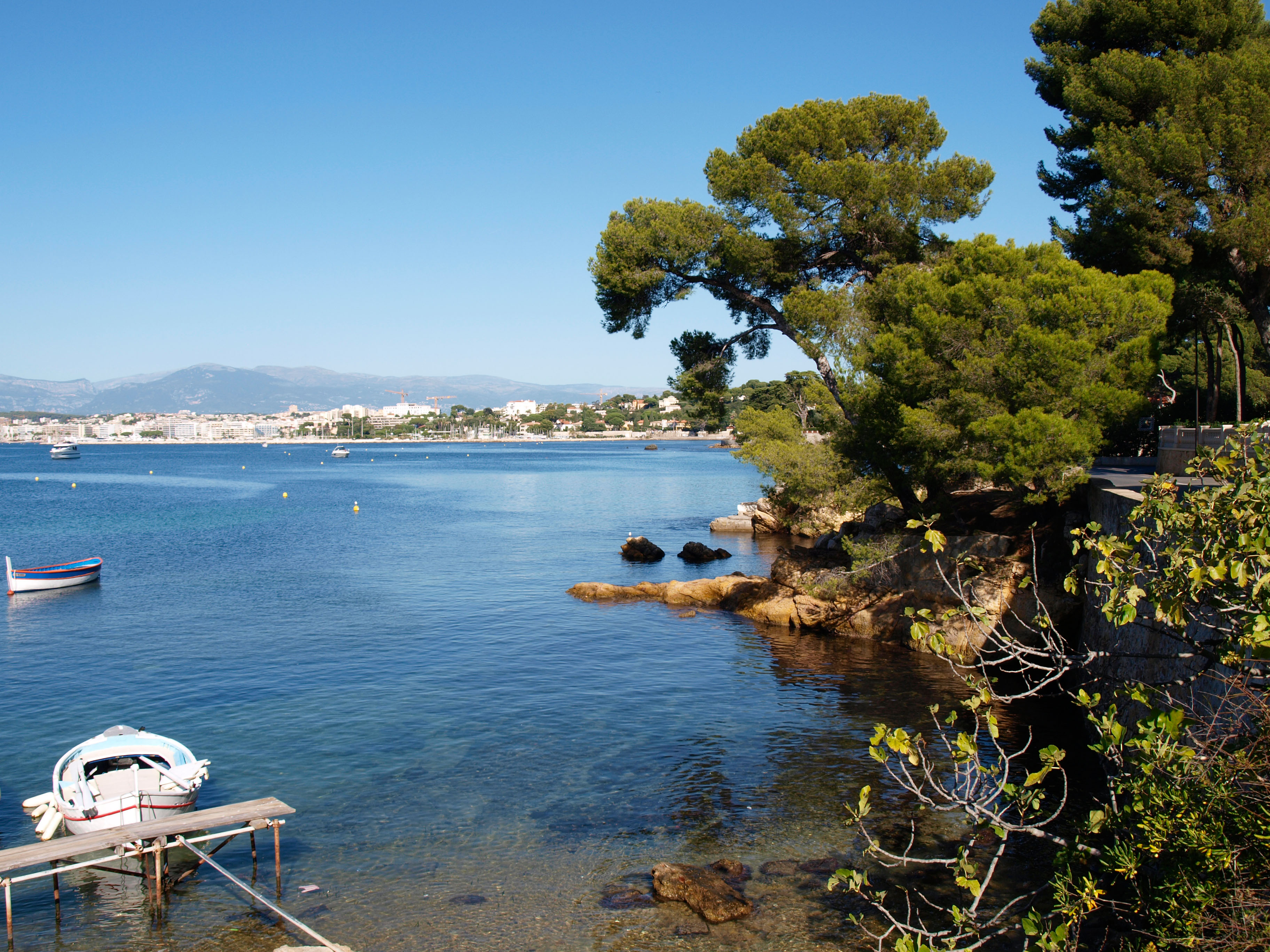

Il est géré, préservé, et protégé par l'Association de Défense et Gestion de l'Olivette, depuis 1982,.

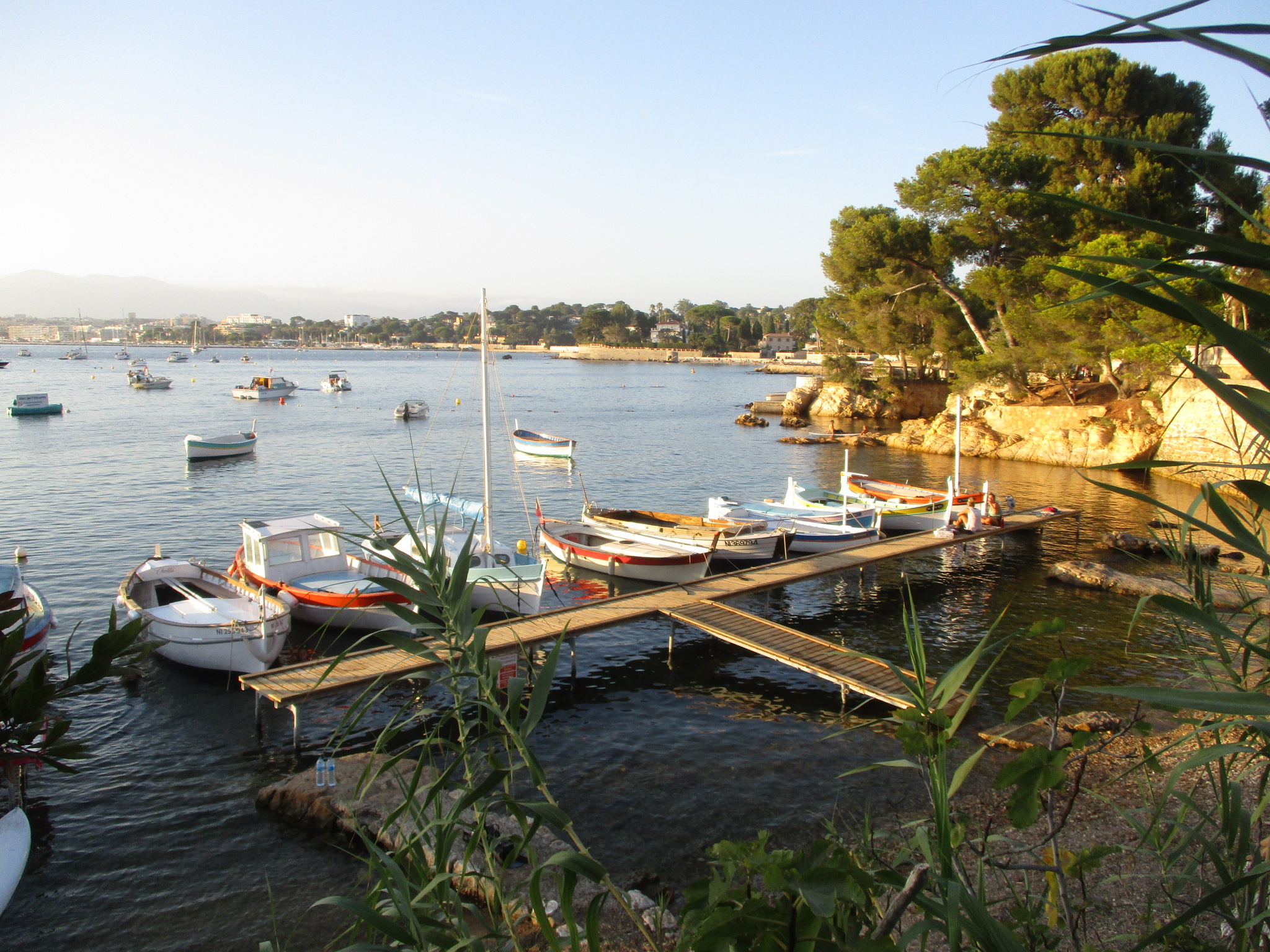
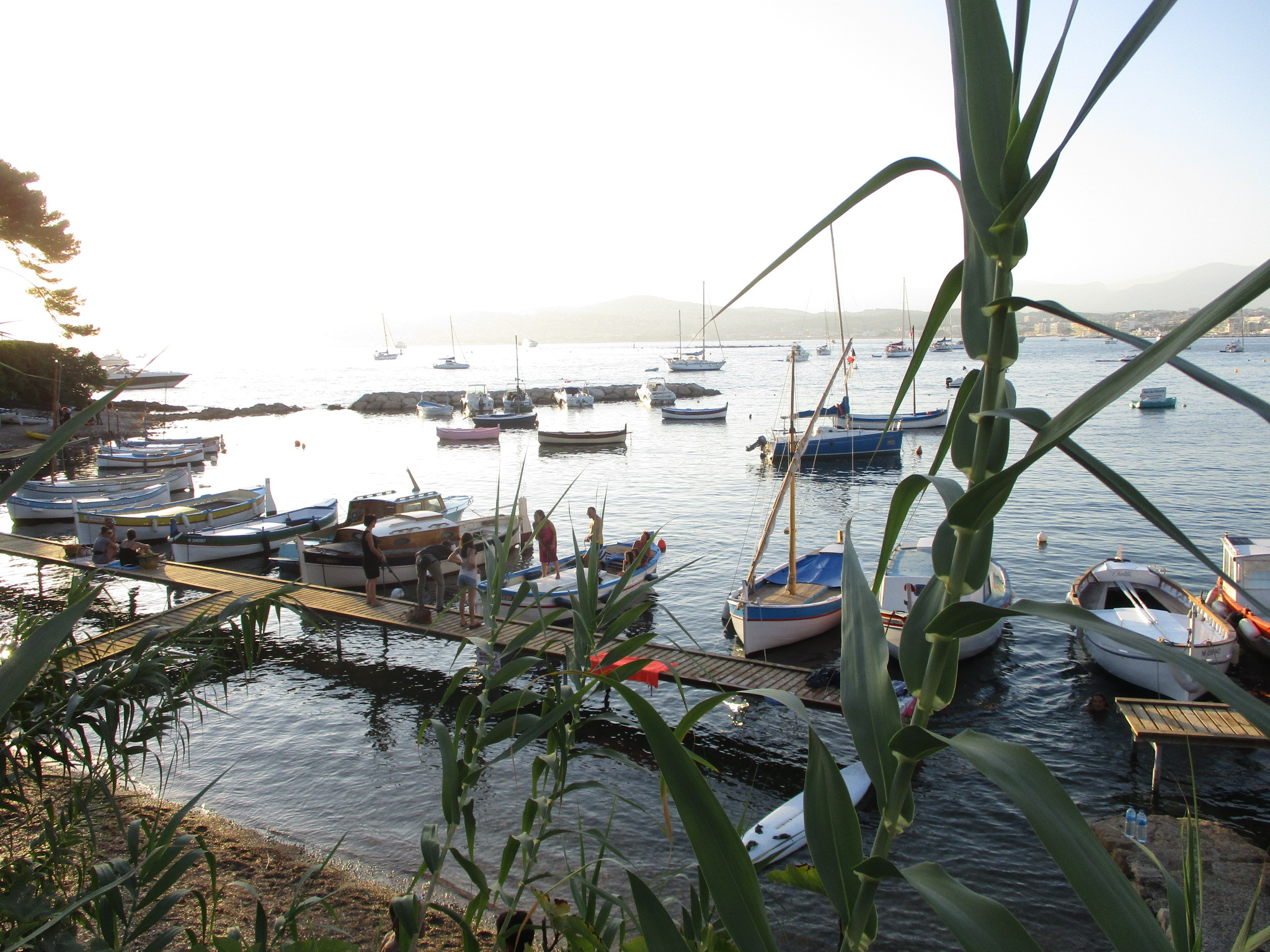
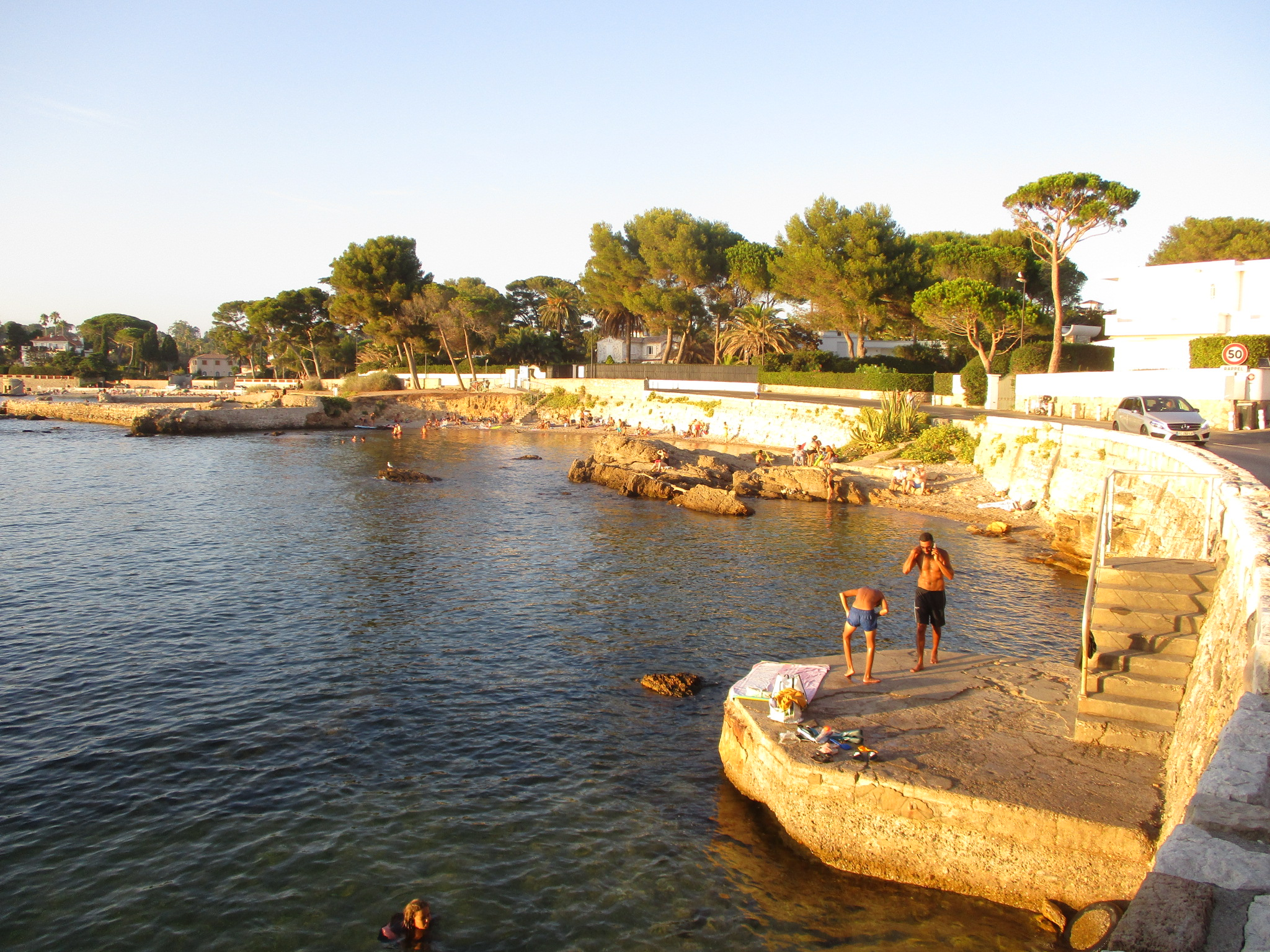

## Architecture
- 1938 : Villa Aujourd'hui de style moderniste.